# エリエット・ドンリー
エリエット・ドンリー（Eliet Donley、1996年12月11日 - ）は、日本の男子プロバスケットボール選手である。日本名は小島 エリエット 海。ポジションはスモールフォワード。B.LEAGUEの信州ブレイブウォリアーズ所属。

## 来歴
神奈川県横須賀市にて在日米軍の父と日本人の母の間に生まれる。
幼少期は日本とアメリカを行き来し、NCAA2部のシャミナード大学に2年から編入。
大学卒業後の2020年、大阪エヴェッサと契約。
11月15日、ワールドカップアジア予選に挑む日本代表の候補に選出される。

## 経歴
- シャミナード大 - 大阪エヴェッサ（2020年〜）